# إف سي بانكوك
إف سي بانكوك هو نادي كرة قدم تايلندي أٌسس عام 2002. يلعب النادي في دوري الدرجة الثانية التايلاندي ‏.